# فلوئورن
فلوئورن (به انگلیسی: Fluorene) با فرمول شیمیایی C۱۳H۱۰ یک ترکیب شیمیایی با شناسه پاب‌کم ۶۸۵۳ است. که جرم مولی آن ۱۶۶٫۲۲۳ g/mol می‌باشد. 